# Гарри Браун (фильм)
«Месть Гарри Брауна» (англ. Harry Brown) — социально-психологический фильм о вигилантах режиссёра Дэниела Барбера. Премьера состоялась 12 сентября 2009 года на кинофестивале в Торонто.

## Сюжет
Фильм рассказывает о 70-летнем Гарри Брауне, ветеране войны в Северной Ирландии, живущем в бедном районе, охваченном молодёжной преступностью, наркоманией. Браун только что овдовел, ещё раньше он потерял дочь. Жизнь катится к своему логическому завершению и только совместные посиделки с лучшим другом за шахматным столом придают ей хоть какой-то смысл. Но местные отморозки безжалостно убивают его друга в подземном переходе. И тут Браун не выдерживает: взяв в руки оружие, он сам начинает вершить свой суд. А всему виной то поколение, которое, растлевая подростков, делая из них преступников и наркоманов, кроваво и безжалостно властвует в том маленьком мире, где живёт Гарри Браун. Осознав, что терять больше нечего, старик Браун выходит на бой. И первой целью его становятся те, кто превращает детей в бессердечных убийц…

## В ролях
- Майкл Кейн — Гарри Браун
- Эмили Мортимер — лейтенант Элис Фрамптон
- Чарли Крид-Майлз — сержант Терри Хиккок
- Лиам Каннингем — Сид Роук
- Бен Дрю — Ноэль Уинтерс
- Дэвид Брэдли — Леонард Эйтвелл
- Шон Харрис — Стреч
- Джек О'Коннелл — Марки
- Ли Оакес — Дин
- Джозеф Гилган — Кенни
- Иэн Глен — инспектор Чилдс
- Клариса Клейтон — Шарон
- Джейми Дауни — Карл